# 月刊島民
月刊島民（げっかんとうみん）とは、大阪市北区中之島の島内及び周辺の話題を、毎月提供している月刊誌のフリーペーパーである。副タイトルは橋を渡る人の「街事情」マガジンである。大阪市北区の出版社140B（イチヨンマルビー）が発行元であり、企業や官公庁の立ち並ぶオフィス街としてばかりとらえられがちである中之島の別の魅力を発信することを目的に、中之島の解放感あふれる水辺の風景や橋の歴史、あるいは、近代大阪が政治経済の発信地だった頃の歴史を紹介している。

## 概要
当誌は、元々、2008年8月に開業した京阪中之島線と、その沿線のPRを目的に創刊された雑誌 で、当初の予定では、2009年3月までの期間限定で発行する予定だった。しかし、一般のフリーペーパーと異なり、様々なコラムなどがある一方、宣伝広告が比較的少ないなど、フリーの月刊誌としては珍しい紙面であったことが好評で話題となり、発行を続けることとなった。その好評さは発刊一年目にして、バックナンバーを読みたいと、編集部をたずねてくる人も多くいた程である。例えば本誌の目玉コーナーの一つ、「島民大図鑑」では、中之島付近の企業などに関係のある様々な人物（社長や専務といった企業の上層部のみならず、OLやアルバイト店員なども含む多種多様な人物）を登場させたり、あるいは、中之島界隈の今と昔を写真や証言で振り返る企画を続けてきたが、そういった「街と密着してそこに生きる人々を見つめるスタイル」 が読者を魅了してきたこともその一因に挙げられる。また、後述するナカノシマ大学という企画との相乗効果もあって、人気は更に伸びているという。
毎日新聞によれば、2016年10月に100号目を出版するころには、関東から九州まで幅広い地域に愛読者がいるという状況になり、東京都内の書店で取り扱われるようになったほか、福岡や熊本の図書館でも読み物として毎号置かれるようになっている。
2021年3月1日発行号（136号）にて終刊し、総発行部数は約500万部に達した。

## ナカノシマ大学
ナカノシマ大学は、前述したような『月刊島民』への反響を受け、フリーペーパーとは異なる形で、中之島の魅力を発信することを目的にと持ち上がった企画であり、発行元の140B社が運営している一般市民向けのまちなか講座である。2009年10月にスタートした。「中之島に足を運び島を体験してもらいたい」という事で、中之島に点在する様々な施設を会場として、月に2 - 3度、大阪の歴史や文化をテーマに研究者や以前月刊島民に登場した人を講師に招いて、講座を開いて講義、講演をしたり、実際に島内を歩くツアーを行ったりしている。
第1回目のナカノシマ大学では、大阪商人達の手で設立され、後に大阪大学文学部に引き継がれた学問所である「懐徳堂」について、平松邦夫大阪市長（当時）や大阪大学の鷲田清一総長（当時）や、兵庫大学の釈徹宗、神戸女学院大学の内田樹らを弁士に招いてパネルディスカッションを行ったという。